# Vintl
Vintl (Italiaans: Vandoies) is een gemeente in de Italiaanse provincie Zuid-Tirol (regio Trentino-Zuid-Tirol) en telt 3181 inwoners (31-12-2004). De oppervlakte bedraagt 110 km², de bevolkingsdichtheid is 29 inwoners per km².

## Geografie
Vintl grenst aan de volgende gemeenten: Kiens, Mühlbach, Mühlwald, Pfitsch, Rodeneck, Terenten.
De volgende Fraktionen maken deel uit van de gemeente:
- Niedervintl (Vandoies di Sotto)
- Obervintl (Vandioes di Sopra)
- Pfunders (Fundres)
- Weitental (Vallarga)